# Lijst van acteurs en actrices in Kinderen geen bezwaar
Kinderen geen bezwaar was een Nederlandse komedieserie, die van 25 september 2004 tot 18 februari 2013 door de VARA werd uitgezonden. Hier volgt een lijst van acteurs en actrices die in Kinderen geen bezwaar speelden: 

## Hoofdpersonages
|  | Vaste rol       |
|  | Bijrol          |
|  | Geen aflevering |

| Personage                | Seizoen                                             | Seizoen                                             | Seizoen                      | Seizoen                      | Seizoen                           | Seizoen                  | Seizoen                  | Seizoen                  | Seizoen                  |
| Personage                | 1 (2004-2005)                                       | 2 (2005-2006)                                       | 3 (2006-2007)                | 4 (2007-2008)                | 5 (2008-2009)                     | 6 (2009-2010)            | 7 (2010-2011)            | 8 (2012)                 | 9 (2013)                 |
| Personage                | 1 - 28                                              | 29 - 55                                             | 56 - 86                      | 87 - 112                     | 113 - 136                         | 137 - 162                | 163 - 190                | 191 - 204                | 205 - 210                |
| Familie van Doorn-Zegers | Familie van Doorn-Zegers                            | Familie van Doorn-Zegers                            | Familie van Doorn-Zegers     | Familie van Doorn-Zegers     | Familie van Doorn-Zegers          | Familie van Doorn-Zegers | Familie van Doorn-Zegers | Familie van Doorn-Zegers | Familie van Doorn-Zegers |
| ------------------------ | --------------------------------------------------- | --------------------------------------------------- | ---------------------------- | ---------------------------- | --------------------------------- | ------------------------ | ------------------------ | ------------------------ | ------------------------ |
| Gerard van Doorn         | Alfred van den Heuvel                               | Alfred van den Heuvel                               | Alfred van den Heuvel        | Alfred van den Heuvel        | Alfred van den Heuvel             | Alfred van den Heuvel    | Alfred van den Heuvel    | Alfred van den Heuvel    | Alfred van den Heuvel    |
| Maud Zegers              | Anne-Mieke Ruyten                                   | Anne-Mieke Ruyten                                   | Anne-Mieke Ruyten            | Anne-Mieke Ruyten            | Anne-Mieke Ruyten                 | Anne-Mieke Ruyten        | Anne-Mieke Ruyten        | Anne-Mieke Ruyten        | Anne-Mieke Ruyten        |
| Julia Zegers             | Céline Purcell                                      | Céline Purcell                                      | Céline Purcell               | Céline Purcell               | Céline Purcell                    | Céline Purcell           | Céline Purcell           | Céline Purcell           | Céline Purcell           |
| Daan van Doorn           | Joey van der Velden                                 | Joey van der Velden                                 | Joey van der Velden          | Joey van der Velden          | Joey van der Velden               | Joey van der Velden      |                          | 2 afl. (200, 204)        |                          |
| Overig                   |                                                     |                                                     |                              |                              |                                   |                          |                          |                          |                          |
| Inke de Jong             | 1 afl. (11)                                         |                                                     | Bobbie Koek                  | Bobbie Koek                  | Bobbie Koek                       | Bobbie Koek              | Bobbie Koek              | Bobbie Koek              | Bobbie Koek              |
| Virginie Zegers          | 5 afl. (23, 42, 74, 85, 104)                        | 5 afl. (23, 42, 74, 85, 104)                        | 5 afl. (23, 42, 74, 85, 104) | 5 afl. (23, 42, 74, 85, 104) | Ingeborg Elzevier                 | Ingeborg Elzevier        | Ingeborg Elzevier        | Ingeborg Elzevier        | Ingeborg Elzevier        |
| Tom Wijsman              |                                                     |                                                     |                              |                              |                                   | 3 afl. (144, 147, 158)   | Rufus Hegeman            | Rufus Hegeman            |                          |
| Sinan                    |                                                     |                                                     |                              |                              |                                   |                          | Gürkan Küçüksentürk      | Gürkan Küçüksentürk      | Gürkan Küçüksentürk      |
| Eddie van Doorn          | Bart Oomen 11 afl. (1-8, 14, 15, 18)                |                                                     |                              |                              |                                   |                          |                          |                          |                          |
| Vaste cliënten           |                                                     |                                                     |                              |                              |                                   |                          |                          |                          |                          |
| Joyce                    | Tessel Beek 3 afl. (8, 19, 34)                      | Tessel Beek 3 afl. (8, 19, 34)                      |                              |                              |                                   |                          |                          |                          |                          |
| Wilma                    | Marisa van Eyle 7 afl. (25, 26, 29, 33, 45, 49, 50) | Marisa van Eyle 7 afl. (25, 26, 29, 33, 45, 49, 50) |                              |                              |                                   |                          |                          |                          |                          |
| André                    | Dirk Zeelenberg 2 afl. (25, 33)                     | Dirk Zeelenberg 2 afl. (25, 33)                     |                              |                              |                                   |                          |                          |                          |                          |
| Josine                   |                                                     |                                                     |                              |                              | Ingeborg Ansing 2 afl. (114, 122) |                          |                          |                          |                          |
| Jules de Koninck         |                                                     |                                                     |                              |                              |                                   |                          | Ron Cornet               | Ron Cornet               | Ron Cornet               |

## Gastacteurs

### A
- Adriaan Adriaanse - Man van het alarm (Afl. Ferme jongens, stoere knapen, 2005)
- Esmaa Alariachi - Esmaa Alariachi (Meiden van Halal) (Afl. Halal, 2008)
- Jihad Alariachi - Jihad Alariachi (Meiden van Halal) (Afl. Halal, 2008)
- Hajar Alariachi - Hajar Alariachi (Meiden van Halal) (Afl. Halal, 2008)
- René van Asten - Agent van Vuren (Afl. Proletarisch shoppen, 2010)

### B
- Jim Bakkum - Jim Bakkum (Afl. Jim, 2006)
- Frans Bauer - Frans Bauer (Afl. Fransje Bauer, 2005)
- Alex van Bergen - Jongen #4 (Afl. Een vrijer voor Inke, 2010)
- Martijn van Berkel - Helmut (Afl. Een weekje Renesse, 2009)
- Herman Boerman - Gitaarleraar Pieter (Afl. Hola Guapa, 2005)
- Margreet Boersbroek - Bibi (Afl. Bed and Breakfast, 2009)
- Froukje de Both - Froukje de Both (Afl. IJdels, 2010)
- Eric Bouwman - Loodgieter (Afl. De vogel is gevlogen, 2008)
- Clara Bovenberg - Elise (Afl. Kiesdrempels, 2007), (Afl. Swingen, 2007)
- Hans Breetveld - Cliënt Joost (Afl. Als je van me houdt, toets 1, 2006)
- Erik Brey - Erik Brey (Close Comedy) (Afl. Wollen bruiloft, 2006), (Afl. Joe Tjoep, 2009)
- Manuel Broekman - Hessel (Afl. Diner travestique, 2006)
- Corry Brokken - Corry Brokken (Afl. Brokken!, 2009)
- Floris Brouns - Ivan (Afl. De allerallerallerlaatste, 2013)
- Catherine ten Bruggencate - Jutka (Afl. Een trouwring mag niet knellen, 2007)
- Benja Bruijning - Jongen #2 (Afl. Een vrijer voor Inke, 2010)
- Jan Paul Buijs - Frederik (Afl. Er in stinken, 2008)
- Hunter Bussemaker - Sven (Afl. Geen haar op mijn hoofd, 2006)

### C
- Germaine Ching-Yong - Germaine Ching-Yong (Afl. Raffaëlla, 2010)
- Tommie Christiaan - Roeland (Afl. Roesje, 2010)
- Sarah Chronis - Lidewij (Afl. Vrouwelijk richtingsgevoel, 2011)
- Ron Cornet - Monteur (Afl. Kan vriezen, kan dooien, 2007)
- Edwin Corzilius - Edwin Corzilius (Afl. Frits Landesbergen, 2007)
- Niels Croiset - Oscar (Afl. Positief!, 2010)

### D
- Hans Dagelet - Verkoper (Afl. Huismijten, tapijttorren en huidschilferkevers, 2011)
- Jan Dagevos - Jan Dagevos (Close Comedy) (Afl. Wollen bruiloft, 2006), (Afl. Joe Tjoep, 2009)
- Jonathan Demoor - Christiaan (Afl. Plezant zunne, 2006)
- Stanley Doorn - Ambtenaar (Afl. De allerallerallerlaatste, 2013)
- Has Drijver - James (Afl. Swingen, 2007)
- Ruud Drupsteen - Stand-in Gerard 1 (Afl. Verleden tijd van lief is liefde, 2007)
- Pieter van Dijken - Cameraman Pieter van Dijken (Afl. We leven in de televisie, 2010)

### E
- Sadik Eksi - Cliënt Youssef (Afl. Bommen en Granaten, 2005)
- Arnica Elsendoorn - Cliënte Hester (Afl. Het moet naar buiten, 2005)

### F
- Magali de Fremery - Cathrien (Afl. Inspiratie, 2005)
- Nelly Frijda - Elly de Mol (Afl. Oma heeft een vriend & Tom wil misschien met Inke, 2010)

### G
- Marthe Geke Bracht - Cliënte Eveline (Afl. Mijn ideaal, mijn ideaal, 2005)
- Cees Gerdes - Martijn (Afl. Kikkererwten, 2010)
- Rian Gerritsen - Patricia (Afl. Lachen is gezond, 2006)
- Wivineke van Groningen - Mies (Afl. De Pedicuur, 2007)

### H
- Irma Hartog - Isabelle (Afl. Wiedergut, 2007)
- Sander de Heer - Piet (Afl. Anita Witzier, 2009)
- Carol van Herwijnen - Zwerver (Afl. Beetje Christelijk, 2006)
- Anouk van der Heijden - Tweeling (Afl. De allerallerallerlaatste, 2013)
- Gwen van der Heijden - Tweeling (Afl. De allerallerallerlaatste, 2013)
- Haye van der Heyden - Haye van der Heyden (Close Comedy) (Afl. Wollen bruiloft, 2006), Stand-in Gerard 2 (Afl. Verleden tijd van lief is liefde, 2007), Haye van der Heyden (Afl. Kemna, 2008), (Afl. Joe Tjoep, 2009), (Afl. We leven in de televisie, 2010)
- Rein Hoffman - Justin (Afl. Bed and Breakfast, 2009)
- Anna Hu - Anna Hu (Afl. Gerard wil Chinees leren..., 2009)
- Frédérique Huydts - Mildred (Afl. Oudtante Mildred, 2005)

### J
- Berry Jansen - Berry (Afl. Kuntry (Een weekje Renesse, deel 2), 2009)
- Ferdi Janssen - Wilfried van Tets (Afl. Hun hebben, 2005)
- Chantal Janzen - Chantal Janzen (Afl. Mijn ideaal, mijn ideaal, 2005)
- Trudy de Jong - Emmy (Afl. Nobody is perfect, 2004)
- Tamara Jongsma - Marie-Carmen (Afl. Hasta la vista, baby! 2007)
- Guido Jonckers - Wim (Afl. De verpakkingsmaffia, 2007)
- Astrid Joosten - Astrid Joosten (Afl. Grijze cellen!, 2005)

### K
- Jon Karthaus - Jongen #1 (Afl. Een vrijer voor Inke, 2010)
- Hans Kemna - Hans Kemna (Afl. Kemna, 2008)
- Bas Keijzer - Travestiet (Afl. Diner travestique, 2006)
- Ton Keunen - Roger (Afl. De blootkalender, 2008)
- Herman Klaassen - Aannemer (Afl. Het laagste in de mens!, 2005)
- Mischa van der Klei - Roderick (Afl. Heb jij geen paard?, 2006)
- Bart Klever - Cliënt Otto (Afl. Blootgewoon, 2005)
- Hans Klok - Hans Klok (Afl. Hans Klok, 2006)
- Harry Koenders - Harold (Afl. Er in stinken, 2008)
- Roelant Koper - Jongen #3 (Afl. Een vrijer voor Inke, 2010)
- Debby Korper - Nicolientje (Afl. Swingen, 2007)
- John Kraaijkamp sr. - Albert (Afl. Oost-Indisch in de war, 2007)
- Teun Kuilboer - Sander (Afl. Loslaten, 2005)
- Bruun Kuijt - Kale man (Afl. Kale boel, 2008)
- Lotte Kuijt - Fientje (Afl. Blokfluitles, 2012)
- Raymonde de Kuyper - Loes (Afl. Tweehonderd !!, 2012)

### L
- Frits Landesbergen - Frits Landesbergen (Afl. Frits Landesbergen, 2007)

### M
- Lidewij Mahler - Claudia (Afl. Haar op de tanden, 2006)
- Meriyem Manders - Brittany (Afl. Ik gun je mij, 2013)
- Wil van der Meer -  Leon (Afl. IJdels, 2010)
- Rachel Meibergen - Rachel Meibergen (Afl. Raffaëlla, 2010)
- Kim-Lian van der Meij - Kim-Lian van der Meij (Afl. De kleuren van Kim-Lian, 2008)
- Mike Meijer - Dirk (Afl. Life & mid-life, 2011)
- Harpert Michielsen - Dokter van Leeuwen (Afl. Mannenpassie, 2004)
- Frans Mulder - Frans de Mook (Afl. Frans de Mook, 2009)

### N
- Michiel Nooter - Gert-Jan (Afl. De Pedicuur, 2007)

### O
- Iliass Ojja - Hamza (Afl. Het moslimstel, 2009)
- Han Oldigs - Cliënt Frans (Afl. Rode rozen, 2005)
- Elvira Out - Wendy (Afl. Oppas tegen wil en dank, 2010)
- Jasper van Overbruggen - Chris (Afl. De verloren vader, 2006)

### P
- Raffaëla Paton - Raffaëlla (Afl. Raffaëlla, 2010)
- Sjoerd Pleijsier - Johan (Afl. Gouden liefde, 2011)
- Finn Poncin - Politie-agent (Afl. De heilige Gerard, 2005)
- Jordi Pons - Manuel (Afl. Hasta la vista, baby! 2007), (Afl. Manuel, 2008)
- Eva Poppink - Elize (Afl. Het moslimstel, 2009)
- Celine Prins - Marie-Renee (Afl. Decolleté, 2009)

### R
- Miryanna van Reeden - Joyce Sluiter (Afl. Mooie foto's, 2011)
- Elle van Rijn - Judith (Afl. Klepto, 2006)
- Joshua Rubin - Jurylid (Afl. IJdels, 2010)
- Jorrit Ruijs - Patrick (Afl. Nog half in de kast, 2013), (Afl. '"Dapper is ook zielig, 2013)
- Edwin Rutten - Edwin Rutten (Afl. Simpel van geest, 2005)

### S
- Allard van der Scheer - Allard van der Scheer (Afl. Wie ook weer?, 2005)
- Veronique van der Scheer - Jasmine (Afl. Leven is moeilijk. Dansen ook, 2008),  (Afl. Ook met Gerard wordt nog geflirt, 2010)
- Terence Schreurs - Kickbokster (Afl. Kickboksen, 2009)
- Oren Schrijver - Wesley (Afl. Foute vriend, 2007), Oren Schrijver (Afl. We leven in de televisie, 2010)
- Heidi Segers - Lieve (Afl. Plezant zunne, 2006)
- Emil Sitoci - Jongen #5 (Afl. Een vrijer voor Inke, 2010)
- Elsje Slats - Marjan (Afl. Decolleté, 2009)
- Liz Snoyink - Gea (moeder van Daan) (Afl. Missen!!, 2008)

### T
- Ronald Top - Ben (Afl. Roze wereld, 2008)
- Kees Torn - Cliënt Kees (Afl. Gebabbel, 2006)
- Marjolijn Touw - Samantha (Afl. Vendetta!!, 2006)

### V
- Mariel Vaartjes - Igmina (Afl. Meisjesballen, 2009)
- Serge-Henri Valcke - Serge-Henri Valcke (Afl. De blootkalender, 2008)
- Ria Valk - Ria Valk (Afl. Worstjes op je borstjes, 2010)
- Saar Vandenberghe - Cosette (Afl. Decolleté, 2009)
- Marly van der Velden - Iris (Afl. Er in stinken, 2008)
- Lotte Verhoeven - Fleur (Afl. Huismijten, tapijttorren en huidschilferkevers, 2011)
- Sascha Visser - Sascha Visser (Afl. Kemna, 2008)
- Leon Vonk - Daan (Afl. Kuntry (Een weekje Renesse, deel 2), 2009)
- Hymke de Vries - Mieke Arends (Afl. Een goed hart, 2008)

### W
- Gert Wantenaar - Accordeonist (Afl. Moenie weggaan niet, 2012)
- Frank Welkenhuysen - Kunstdeskundige (Afl. Mooi papiertje eromheen, 2006)
- Monique van der Werff - Melody (Afl. Vendetta!!, 2006)
- Maaike Widdershoven - Stand-in Maud (Afl. Verleden tijd van lief is liefde, 2007)
- Jolijn van de Wiel - Chantal (Afl. Gele plekjes, 2010)
- Anita Witzier - Anita Witzier (Afl. Anita Witzier, 2009)
- Koen Wouterse - Bennie (Afl. De l..l..leesbril, 2006)
- Eva van de Wijdeven - Saida (Afl. Burka zoekt man, 2007)
- Daan Wijnands - Dansleraar Leon (Afl. Ballroom, 2007)
- Olaf Wijnants - Buurman Evert (Afl. Kiesdrempels, 2007), (Afl. Er in stinken, 2008)

### Z
- Marianne van Zeijlen - Verkouden vrouw (Afl. Er in stinken, 2008)